# داوید کوبچی
داوید کوبچی (انگلیسی: Dawid Kubacki؛ زادهٔ ۱۲ مارس ۱۹۹۰) اسکی‌باز پرش اهل لهستان است.